# Ligonne
Die Ligonne ist ein kleiner Fluss in Frankreich, der im Département Puy-de-Dôme in der Region Auvergne-Rhône-Alpes verläuft. Sie entspringt im Gemeindegebiet von Grandrif, entwässert generell Richtung Südsüdost durch den Regionalen Naturpark Livradois-Forez und mündet nach rund 16 Kilometern im Gemeindegebiet von Sauvessanges als rechter Nebenfluss in die Ance.

## Orte am Fluss
(Reihenfolge in Fließrichtung)
- Chougoirand, Gemeinde Grandrif
- Sicaud, Gemeinde Églisolles
- Paillanges, Gemeinde Églisolles
- Viverols
- Loubardanges, Gemeinde Sauvessanges
- Cohande, Gemeinde Sauvessanges

## Sehenswürdigkeiten
- Château de Viverols, Burgruine mit Ursprüngen aus dem 13. Jahrhundert am Flussufer bei Viverols – Monument historique[4]

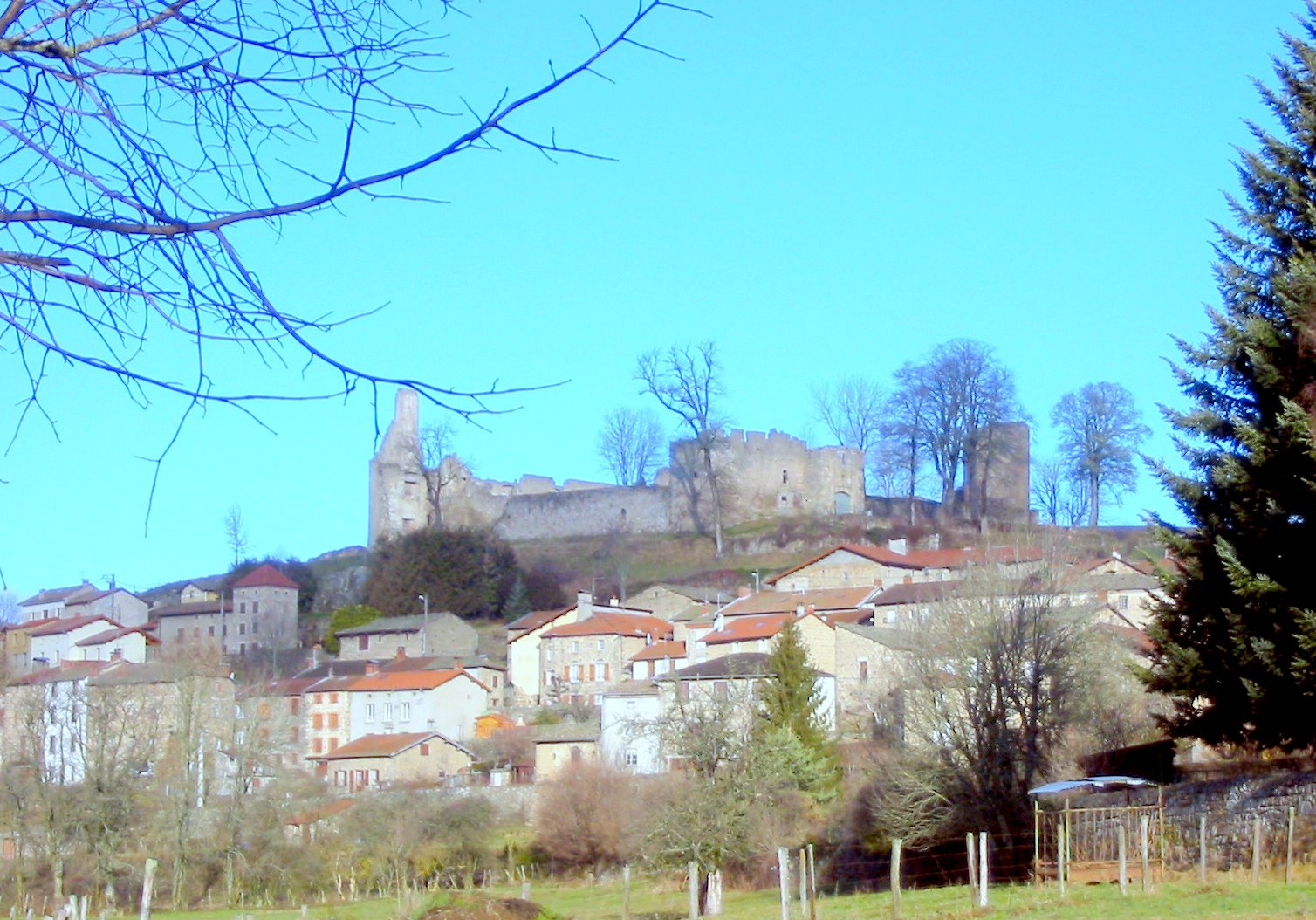
Viverols mit Burgruine im Hintergrund